# Bembidion nebraskense
Bembidion nebraskense är en skalbaggsart som beskrevs av Leconte 1863. Bembidion nebraskense ingår i släktet Bembidion och familjen jordlöpare. Inga underarter finns listade i Catalogue of Life.